# Strong-Cobb-Einheit
Die Strong-Cobb-Einheit (Einheitenzeichen: SC), benannt nach dem amerikanischen Unternehmen Strong Cobb Arner, war eine Einheit in der Pharmazie zur Bestimmung der Tablettenhärte, die bis in den 1980er Jahren Verwendung fand, ehe sie von der SI-Einheit Newton abgelöst wurde.
Ein Strong-Cobb (1 SC) entspricht 7 N.